# Waterdicht (Hannah Mae)
Waterdicht is een lied van de Nederlandse zangeres Hannah Mae. Het werd in 2023 als single uitgebracht. Het nummer piekte op plek zeven in de Nederlandse Single Top 100 en negen in de Nederlandse Top 40.

## Achtergrond
Waterdicht is geschreven door Hannah Schoonbeek, Sasha Rangas, Stefan van Leijsen. Simon Leferink en geproduceerd door The Companions.
Het lied gaat over een periode in haar jeugd waarin ze niet zo lekker in haar vel zat. Mae schreef het nummer als boodschap vanuit haar rol als kind richting haar moeder en eigenlijk wil zeggen dat het oké is als het even niet zo lekker gaat.

## Hitnoteringen

### Nederlandse Top 40
| Hitnotering: 13-01-2024 t/m 11-05-2024 | Hitnotering: 13-01-2024 t/m 11-05-2024 | Hitnotering: 13-01-2024 t/m 11-05-2024 | Hitnotering: 13-01-2024 t/m 11-05-2024 | Hitnotering: 13-01-2024 t/m 11-05-2024 | Hitnotering: 13-01-2024 t/m 11-05-2024 | Hitnotering: 13-01-2024 t/m 11-05-2024 | Hitnotering: 13-01-2024 t/m 11-05-2024 | Hitnotering: 13-01-2024 t/m 11-05-2024 | Hitnotering: 13-01-2024 t/m 11-05-2024 | Hitnotering: 13-01-2024 t/m 11-05-2024 | Hitnotering: 13-01-2024 t/m 11-05-2024 | Hitnotering: 13-01-2024 t/m 11-05-2024 | Hitnotering: 13-01-2024 t/m 11-05-2024 | Hitnotering: 13-01-2024 t/m 11-05-2024 | Hitnotering: 13-01-2024 t/m 11-05-2024 | Hitnotering: 13-01-2024 t/m 11-05-2024 | Hitnotering: 13-01-2024 t/m 11-05-2024 | Hitnotering: 13-01-2024 t/m 11-05-2024 | Hitnotering: 13-01-2024 t/m 11-05-2024 | Hitnotering: 13-01-2024 t/m 11-05-2024 |
| Week:                                  | 1                                      | 2                                      | 3                                      | 4                                      | 5                                      | 6                                      | 7                                      | 8                                      | 9                                      | 10                                     | 11                                     | 12                                     | 13                                     | 14                                     | 15                                     | 16                                     | 17                                     | 18                                     |                                        |                                        |
| -------------------------------------- | -------------------------------------- | -------------------------------------- | -------------------------------------- | -------------------------------------- | -------------------------------------- | -------------------------------------- | -------------------------------------- | -------------------------------------- | -------------------------------------- | -------------------------------------- | -------------------------------------- | -------------------------------------- | -------------------------------------- | -------------------------------------- | -------------------------------------- | -------------------------------------- | -------------------------------------- | -------------------------------------- | -------------------------------------- | -------------------------------------- |
| Positie:                               | 37                                     | 29                                     | 21                                     | 18                                     | 17                                     | 12                                     | 9                                      | 9                                      | 11                                     | 12                                     | 12                                     | 17                                     | 22                                     | 25                                     | 28                                     | 34                                     | 34                                     | 40                                     | uit                                    |                                        |

### NederlandseSingle Top 100
| Hitnotering: 13-01-2024 t/m heden | Hitnotering: 13-01-2024 t/m heden | Hitnotering: 13-01-2024 t/m heden | Hitnotering: 13-01-2024 t/m heden | Hitnotering: 13-01-2024 t/m heden | Hitnotering: 13-01-2024 t/m heden | Hitnotering: 13-01-2024 t/m heden | Hitnotering: 13-01-2024 t/m heden | Hitnotering: 13-01-2024 t/m heden | Hitnotering: 13-01-2024 t/m heden | Hitnotering: 13-01-2024 t/m heden | Hitnotering: 13-01-2024 t/m heden | Hitnotering: 13-01-2024 t/m heden | Hitnotering: 13-01-2024 t/m heden | Hitnotering: 13-01-2024 t/m heden | Hitnotering: 13-01-2024 t/m heden | Hitnotering: 13-01-2024 t/m heden | Hitnotering: 13-01-2024 t/m heden | Hitnotering: 13-01-2024 t/m heden | Hitnotering: 13-01-2024 t/m heden | Hitnotering: 13-01-2024 t/m heden |
| Week:                             | 1                                 | 2                                 | 3                                 | 4                                 | 5                                 | 6                                 | 7                                 | 8                                 | 9                                 | 10                                | 11                                | 12                                | 13                                | 14                                | 15                                | 16                                | 17                                | 18                                | 19                                | 20                                |
| --------------------------------- | --------------------------------- | --------------------------------- | --------------------------------- | --------------------------------- | --------------------------------- | --------------------------------- | --------------------------------- | --------------------------------- | --------------------------------- | --------------------------------- | --------------------------------- | --------------------------------- | --------------------------------- | --------------------------------- | --------------------------------- | --------------------------------- | --------------------------------- | --------------------------------- | --------------------------------- | --------------------------------- |
| Positie:                          | 71                                | 32                                | 20                                | 17                                | 14                                | 13                                | 8                                 | 8                                 | 7                                 | 8                                 | 11                                | 13                                | 17                                | 19                                | 19                                | 25                                | 31                                | 37                                | 49                                | 53                                |
| Week:                             | 21                                | 22                                |                                   |                                   |                                   |                                   |                                   |                                   |                                   |                                   |                                   |                                   |                                   |                                   |                                   |                                   |                                   |                                   |                                   |                                   |
| Positie:                          | 53                                | 58                                |                                   |                                   |                                   |                                   |                                   |                                   |                                   |                                   |                                   |                                   |                                   |                                   |                                   |                                   |                                   |                                   |                                   |                                   |

### NPO Radio 2 Top 2000
Waterdicht stond in 2024 voor het eerst in de NPO Radio 2 Top 2000, op plek 453.